# Badoc
Badoc è una municipalità di quarta classe delle Filippine, situata nella Provincia di Ilocos Norte, nella Regione di Ilocos.
Badoc è formata da 31 baranggay:
- Alay-Nangbabaan (Alay 15-B)
- Alogoog
- Ar-arusip
- Aring
- Balbaldez
- Bato
- Camanga
- Canaan (Pob.)
- Caraitan
- Gabut Norte
- Gabut Sur
- Garreta (Pob.)
- La Virgen Milagrosa (Paguetpet)
- Labut
- Lacuben
- Lubigan

- Mabusag Norte
- Mabusag Sur
- Madupayas
- Morong
- Nagrebcan
- Napu
- Pagsanahan Norte
- Pagsanahan Sur
- Paltit
- Parang
- Pasuc
- Santa Cruz Norte
- Santa Cruz Sur
- Saud
- Turod